# Bolimów (plaats)
Bolimów is een dorp in het Poolse woiwodschap Łódź, in het district Skierniewicki. De plaats maakt deel uit van de gemeente Bolimów en telt 930 inwoners. Op 31 januari 1915, zetten de Duitser hun eerste gasaanval in nabij het dorpje. De aanval mislukte omdat het gas terug naar de Duitse linies verdreef en het gas bevroor zodat het inefficiënt bleek te zijn. Toch kostte de aanval aan 20.000 Duitsers en 40.000 Russen (Bolimów behoorde voor 1918 toe aan Rusland).

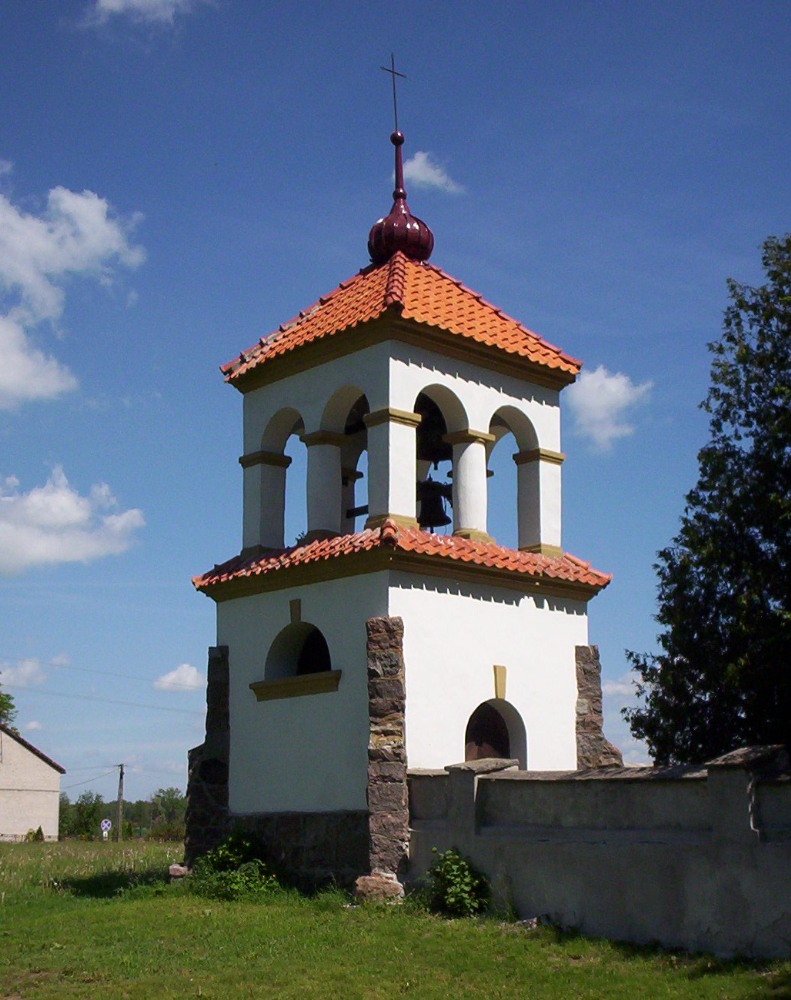
Dzwonnica